# Celebrate Me Home
Celebrate Me Home è il primo album in studio da solista del musicista statunitense Kenny Loggins, pubblicato nel 1977.

## Tracce
Side 1
1. Lady Luck (Kenny Loggins, John Townsend) – 4:40
2. If You Be Wise (Loggins, Jimmy Webb) – 4:25
3. I Believe in Love (Loggins, Alan Bergman, Marilyn Bergman) – 3:30
4. Set It Free (Eva Ein, Loggins) – 5:56
5. Why Do People Lie (Ein, Loggins) – 4:29

Side 2
1. Enter My Dream (Loggins) – 5:20
2. I've Got the Melody (Deep in My Heart) (Patti Austin) – 4:12
3. Celebrate Me Home (Bob James, Loggins) – 4:42
4. Daddy's Back (Ein, David Foster, Loggins) – 3:32
5. You Don't Know Me (Eddy Arnold, Cindy Walker) – 4:14